# Viticulture aux Pays-Bas
La viticulture aux Pays-Bas est attestée dès le haut Moyen Âge. Elle atteint son apogée au cours des XIVe et XVe siècles. Puis elle se mit à décliner à partir de la fin du XVIe siècle avant d'être anéantie par le phylloxéra. Elle a, à nouveau, été développée dans les années 1970 et est devenue un fort secteur de croissance de l'agriculture néerlandaise.

## Histoire

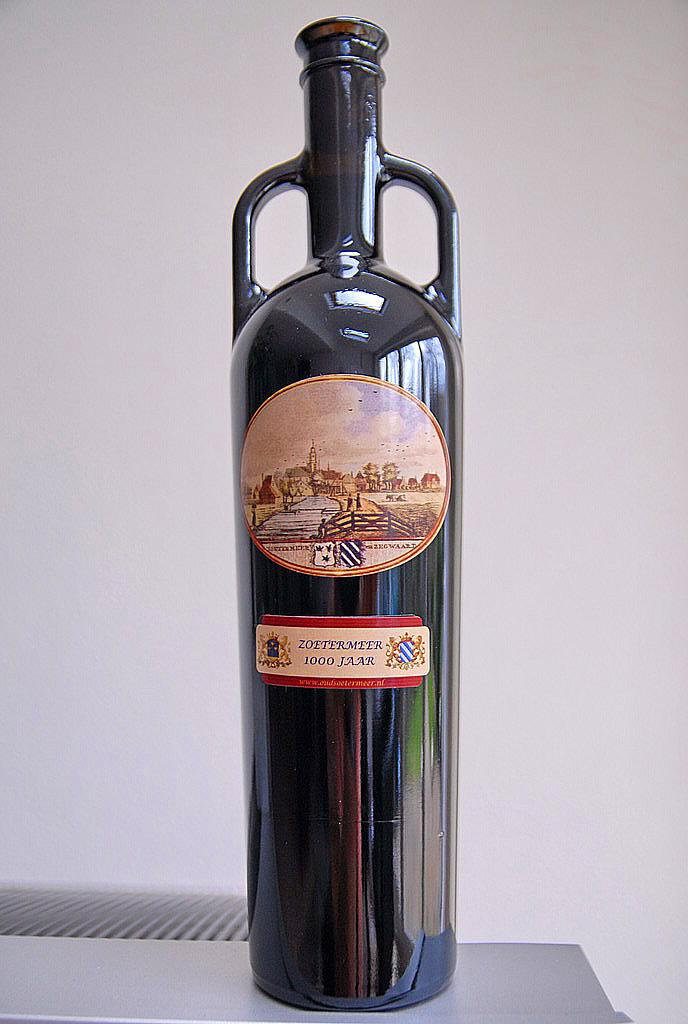
Cuvée du millénaire de Zoetermeer, millésime 2007

La mention la plus anciennes d'un vignoble aux Pays-Bas date de 968. Elle se trouve dans l'inventaire de Gerberge, reine de Saxe, dont des vignes situées autour de Maastricht, étaient implantés sur des coteaux. 
Au Moyen Âge, grâce à un climat relativement chaud, la culture de la vigne s'étendit à d'autres régions. Au cours des XIVe et XVe siècles, les collines qui dominaient la vallée de la Meuse et de la Gueule furent couvertes de vignes. Cette période fut l'apogée du vin néerlandais. 
Mais après 1540, le changement de climat se fit sentir aux Pays-Bas, les saisons se firent plus froides et à partir de 1590, commença un petit âge glaciaire. De plus le vignoble fut ravagé pendant la guerre des gueux, qui dura de 1568 à 1648. 
Le négoce chercha d'abord à s'approvisionner en vins puis en eaux-de-vie en provenance de France. Mais une interdiction royale en 1670 mit fin à ce trafic tout en imposant de lourdes taxes sur les alcools en provenance des royaumes germaniques. Désormais il fallut distiller sur place. Ces distilleries prospérèrent le long de la Meuse principalement à Rotterdam, Delfshaven et Schiedam.

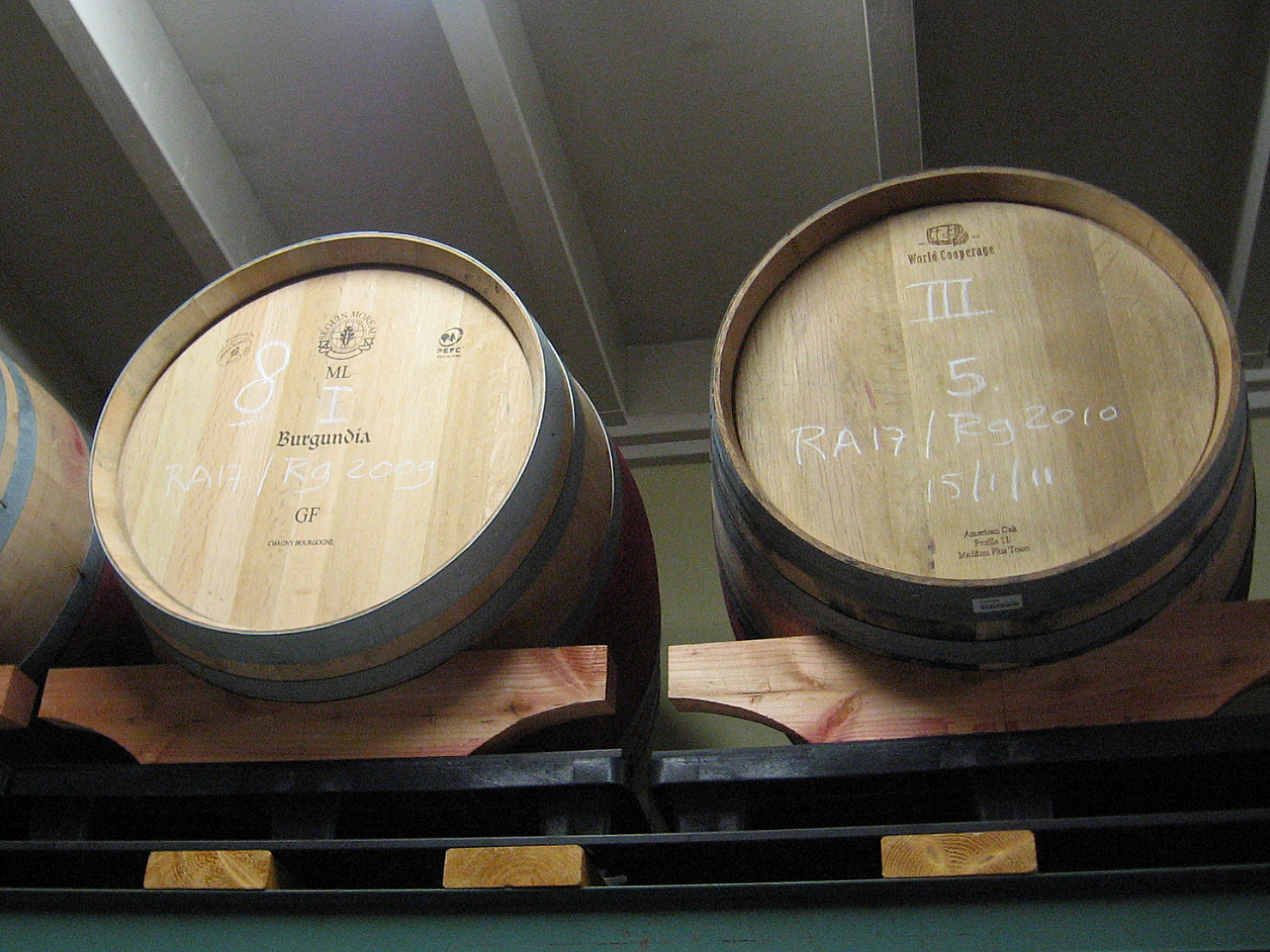
Cave aux Pays-Bas

Le phylloxéra, apparu à la fin du XIXe siècle, porta enfin un coup fatal au vignoble des Pays-Bas. Les dernières vignes résistèrent autour de Maastricht jusqu'en 1946, mais la viticulture néerlandaise était marginalisée. Vers le début des années 1970,la culture de la vigne reprit principalement dans le Limbourg et le Brabant-Septentrional. Au début du XXIe siècle, il y avait environ 130 vignobles commerciaux aux Pays-Bas.

## Situation géographique

### Vignoble

#### Présentation
Le vignoble néerlandais, qui couvrait 160 hectares en 2007, se trouve essentiellement dans les provinces de Gueldre et du Limbourg. Quelques vignes sont cultivées dans le Brabant-Septentrional, la Hollande du nord, la Zélande ainsi que dans le nord de Drenthe, Overijssel et Groningue.

#### Encépagement

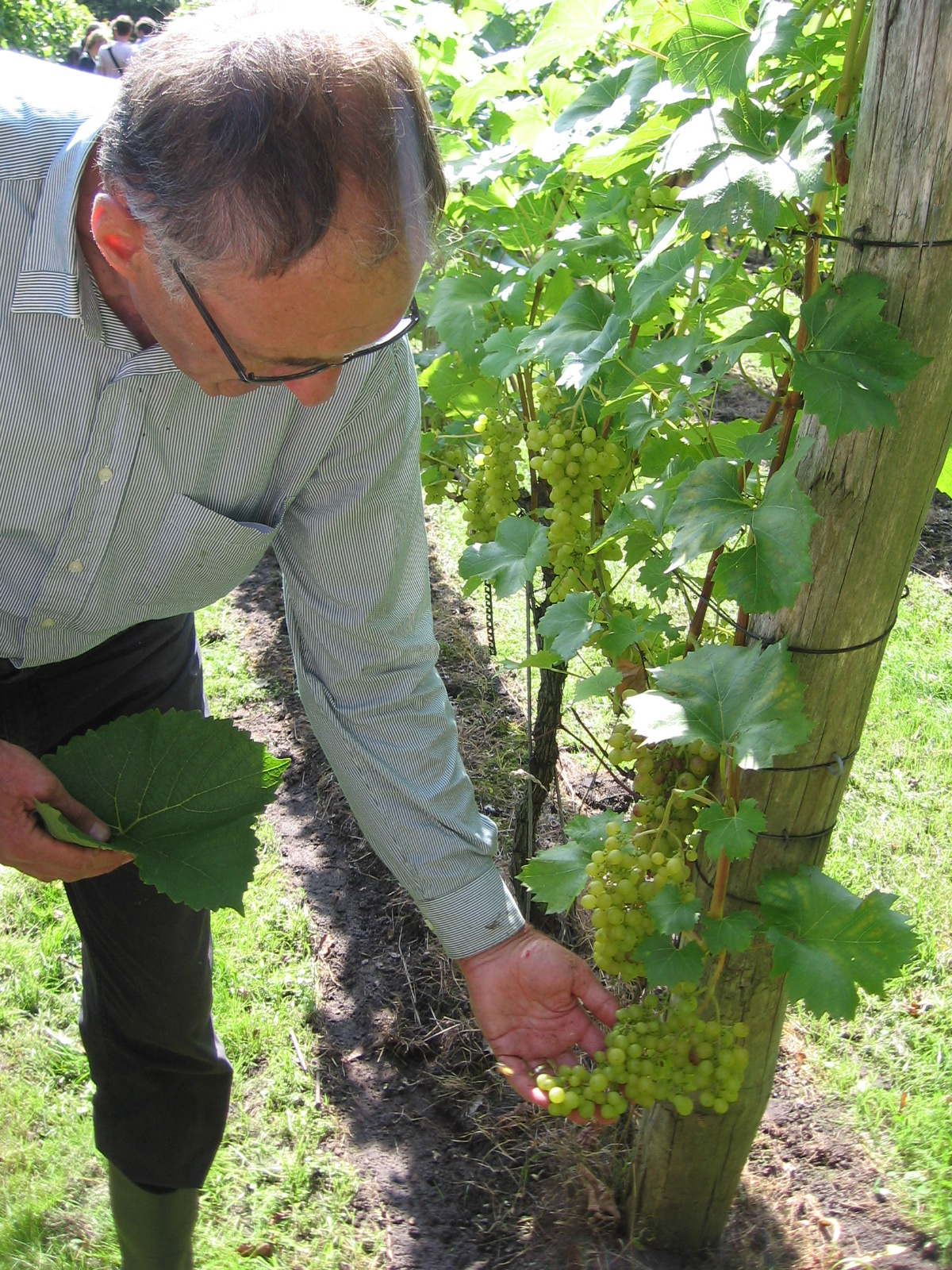
Cépage blanc à Breede Beek

Les cépages suivants sont autorisés par la législation applicable (HPA Verordening Wijn 2009) :

##### Blanc
Auxerrois, Bacchus, Bianca, Chardonnay, Faber, Gewürztraminer, Hölder, Huxelrebe, Johanniter, Juwel, Kerner, Kernling, Merzling, Morio Muscat, Müller-thurgau, Orion, Ortega, Phoenix, Pinot Blanc, Pinot Gris / Ruländer, Rayon d'or, Reichensteiner, Riesling, Sauvignon blanc, Scheurebe, Schönburger, Seyval, Siegerrebe, Silcher, Solaris, Sylvaner, Wurzer.

##### Rouge
Cabernet Franc, Domina, Dornfelder, Dunkelfelder, Florental, Frühburgunder, Gamay, Landal 244 N, Léon Millot, Maréchal Foch, Meunier, Pinot noir, Plantet, Portugiezer, Regent, Rondo, Saint-Laurent, Triomphe d'Alsace, Zweigeltrebe.